# Florida (Chili)
Florida is een gemeente in de Chileense provincie Concepción in de regio Biobío. Florida telde 10.624 inwoners in 2017 en heeft een oppervlakte van 609 km².